# 川崎重工業航空宇宙システムカンパニー
川崎重工業航空宇宙システムカンパニー（かわさきじゅうこうぎょうこうくううちゅうシステムカンパニー、英:Kawasaki Heavy Industries Aerospace System Company）は、川崎重工グループの中核会社・川崎重工業の社内カンパニーで、航空宇宙軍事関連製品の製造部門。
ルーツは川崎造船所兵庫工場飛行機科で、大日本帝国陸軍の専属メーカーとして戦闘機などを開発・製造していた川崎航空機工業（かわさきこうくうきこうぎょう。通称：川崎航空機）の後身にあたる。
航空宇宙事業とジェットエンジン事業に分かれ、前者は岐阜工場（岐阜県各務原市）・名古屋第一工場（愛知県弥富市）・名古屋第二工場（愛知県海部郡飛島村）を、後者は明石工場（兵庫県明石市）・西神工場（兵庫県神戸市西区）をそれぞれ生産拠点とする。
2018年4月1日、航空宇宙機体事業を統括していた航空宇宙カンパニーとガスタービン・機械カンパニーの航空エンジン事業を統合し、「航空宇宙システムカンパニー」となった。

## 工場概要

### 岐阜工場
- 開設年月日：1922年9月7日（各務原分工場）
- 敷地面積：726,000m2(川崎重工業で最大)
- 建物面積：291,000m2
- 製造品目：防衛省・民間機向け航空機
- 従業員：約4,400人

### 名古屋第一工場
- 開設年月日：1992年12月1日
- 敷地面積：221,000m2
- 建物面積：10,000m2
- 製造品目：ボーイング777・ボーイング787
- 従業員：約550人

### 名古屋第二工場
- 開設年月日：1979年12月19日（飛島分工場）
- 敷地面積：18,000m2
- 建物面積：6,000m2
- 製造品目：ボーイング767
- 従業員：約40人

### 明石工場
- 開設年月日：1940年9月25日
- 敷地面積：550,000m2
- 建物面積：180,000m2
- 製造品目：航空機用ジェットエンジン、航空機用舶用ガスタービンエンジン、航空機用トランスミッション

### 西神工場
- 開設年月日：1990年3月1日
- 敷地面積：120,000m2
- 建物面積：20,000m2
- 製造品目：航空機用ジェットエンジン・ガスタービン部品

## 沿革
沿革（岐阜工場・名古屋第一工場・名古屋第二工場）
- 1918年7月 - 川崎造船所兵庫工場に飛行機科を設置。
- 1922年9月7日 - 飛行機科を兵庫工場から分離し、本社直属の飛行機部および飛行機部各務原分工場を設置。
- 1927年2月2日 - 飛行機部を飛行機工場と改称。
- 1935年 - キ10が九五式戦闘機として制式採用。
- 1937年
  - 4月1日 - 各務原分工場を各務原工場に昇格。
  - 11月18日 - 飛行機工場を川崎造船所から分離し、川崎航空機工業を設立。
- 1939年2月7日 - 各務原工場を岐阜工場と改称。
- 1940年 - キ48が九九式双発軽爆撃機として制式採用。
- 1941年12月 - キ61試作1号機試験飛行開始。
- 1942年 - キ45改が二式複座戦闘機として制式採用。
- 1943年 - キ61が三式戦闘機として制式採用。
- 1945年 - 三式戦闘機「飛燕」の機体に星型空冷エンジンを載せ替えたキ100が五式戦闘機として採用。各務原空襲により岐阜工場壊滅。
- 1946年5月31日 - 川崎航空機工業が川崎産業と社名変更。
- 1950年
  - 3月1日 - 川崎産業が川崎都城製作所を設立。
  - 5月1日 - 川崎産業が川崎機械工業と川崎岐阜製作所を設立して解散。
- 1951年3月31日 - 川崎都城製作所解散。
- 1953年9月21日 - 清算中の川崎都城製作所を川崎航空機工業として存続。
- 1954年3月15日 - 川崎岐阜製作所が川崎航空機工業に吸収合併される。
- 1956年 - 国産初のジェット練習機T-33が初飛行。
- 1966年 - P-2Jが初飛行。
- 1969年4月1日 - 川崎航空機工業が川崎重工業に吸収合併される。
- 1970年 - 国内開発されたものでは初のジェット輸送機C-1が初飛行。
- 1977年 - MBB社とBK117の共同開発協定に調印。
- 1979年
  - 8月10日 - BK117試作機が初飛行。
  - 12月19日 - 飛島分工場を開設。
- 1985年 - XT-4の試験飛行開始。
- 1986年 - 測地実験衛星「あじさい」を打ち上げ。
- 1988年 - T-4量産機の引き渡し。
- 1992年12月1日 - 名古屋第一工場を開設し、飛島分工場を名古屋第二工場と改称。
- 1996年 - OH-1が初飛行。
- 2005年 - ボーイング787の開発・量産事業に参画。
- 2007年 - P-1が初飛行。
- 2016年 - C-2量産機の引き渡し。
- 2018年 - ボーイング777X胴体パネルの初納入。

沿革（明石工場・西神工場）
- 1940年9月25日 - 川崎航空機工業明石工場を開設、航空機（機体／エンジン）製造開始。
- 1942年 - 陸軍航空技術研究所の委託を受けて「ネ」シリーズ研究・試作に着手。
- 1943年 - ラムジェット「ネ－0」我が国初の飛行試験。
- 1945年 - 明石空襲により明石工場壊滅。
- 1946年5月31日 - 川崎航空機工業が川崎産業と社名変更。
- 1950年
  - 3月1日 - 川崎産業が川崎都城製作所を設立。
  - 5月1日 - 川崎産業が川崎機械工業と川崎岐阜製作所を設立して解散。
- 1951年3月31日 - 川崎都城製作所解散。
- 1953年9月21日 - 清算中の川崎都城製作所を川崎航空機工業として存続。
- 1954年
  - 3月15日 - 川崎機械工業が川崎航空機工業に吸収合併される。
  - 極東米軍のJ33ジェットエンジンオーバーホールを実施。
- 1956年 - 国産初のジェット戦闘機T-33が初飛行。
- 1962年 - 英国ロールス・ロイス社との技術提携によるJ80506（T-1Aジェット練習機）のオーバーホール初号機を納入。
- 1967年 - T53型ターボシャフトエンジンの製造・OHを実施。
- 1969年4月1日 - 川崎航空機工業が川崎重工業に吸収合併される。
- 1979年 - 英国ロールス・ロイス社との技術提携による艦艇用エンジンオリンパスおよびタインの初号機納入。
- 1983年 - 5ヶ国共同によるエアバスA320ファミリー用ターボファンエンジンV2500ターボファンエンジンの開発開始。
- 1984年 - 英国ロールス・ロイス社との技術提携による艦艇用エンジンスペイの初号機納入。
- 1985年 - 米国P&W社とのRSP契約によるPW4000ターボファンエンジン部品の製造開始。
- 1986年
  - 米国ライカミング社との技術提携によるT55-K-712（CH-47ヘリコプタ用）初号機を防衛庁に納入。
  - 英国ロールス・ロイス社とのRSP契約によるロッキードL-1011 トライスター用RB211/トレントターボファンエンジン部品の製造開始。
- 1990年3月1日 -  西神工場を開設。
- 1996年 - CF34ターボファンエンジンの開発開始。
- 2008年 - トレント1000（ボーイング787用） の運転試験を開始。
- 2009年 - トレントXWB（エアバスA350 XWB用）へのRRSP（リスク&レベニューシェアリングパートナー）契約による参画を決定。
- 2010年 - 航空機用一定周波数発電装置T-IDGをP-1量産機向けに初納入。
- 2011年 - トレント XWBエンジン中圧圧縮機モジュールを初出荷。エアバスA320neo用エンジン「PW1100G-JM」の開発・生産に参画。

## 製品
岐阜工場・名古屋第一工場・名古屋第二工場では航空機、宇宙関連機器、誘導弾を製造している。製品品目は以下。

### 固定翼機
- KAL-1、KAT-1、KAL-2
- KAQ-1
- C-1
- C-2
- T-4
- P-1
- ライセンス生産
  - T-33A（ロッキード）
  - P2V-7（ロッキード）
  - P-2J（ライセンスで国内開発、P2V-7改）
  - P-3C（ロッキード）
- 分担生産
  - YS-11（日本航空機製造）
  - F-2A/B（三菱重工業）
  - US-2（新明和工業）
- ボーイング製品
  - ボーイング767（YX開発協力）
  - ボーイング777（YX開発協力）
  - ボーイング787
- エアバス製品
  - エアバスA321（中部胴体スキンパネル）
- エンブラエル製品
  - ERJ170（開発協力）
  - ERJ175（開発協力）
  - ERJ190-100/200（開発協力）
  - ERJ-195（開発協力）

エンブラエル部品生産のため、ブラジルに現地工場を建設した。

### 回転翼機
- BK117（メッサーシュミット・ベルコウ・ブロウム社と共同開発）
- OH-1
- ライセンス生産
  - 47G（ベル・エアクラフト）
    - KH-4（ライセンスで国内開発、正式名47G-3B）

  - V-107（ボーイング・バートル）
    - KV-107II（ライセンスで国内開発）

  - OH-6J/D（ヒューズ・ヘリコプターズ）
  - CH-47J/JA（ボーイング・バートル、大型燃料バルジ搭載のJA型は国内開発）
  - MCH-101／CH-101（アグスタウェストランド）

### 誘導弾
- 64式対戦車誘導弾（ATM-1）
- 79式対舟艇対戦車誘導弾（ATM-2）
- 87式対戦車誘導弾（ATM-3）
- 96式多目的誘導弾システム（MPMS）
- BGM-71 TOW（TML）
- 01式軽対戦車誘導弾（ATM-5）
- 中距離多目的誘導弾（MMPM）
- 81式短距離地対空誘導弾（SAM-1）
- 91式携帯地対空誘導弾（SAM-2）
- 93式近距離地対空誘導弾（SAM-3）
- 03式中距離地対空誘導弾発射架台（SAM-4）

### 川崎航空機工業時代
- 八七式重爆撃機
- 八八式偵察機
- 八八式軽爆撃機
- KDA-3
- KDA-6
- 九二式戦闘機
- 九三式単発軽爆撃機（キ3）
- キ5試作戦闘機
- 九五式戦闘機（キ10）
- キ22計画爆撃機
- キ28試作戦闘機
- 九八式軽爆撃機（キ32）
- キ38計画複座戦闘機
- 九九式双発軽爆撃機（キ48）
- 一式貨物輸送機（キ56）
- 二式複座戦闘機「屠龍」（キ45改）
- キ60試作戦闘機
- 三式戦闘機「飛燕」（キ61）
- キ64計画戦闘機
- キ66計画急降下爆撃機
- 高速研究機「研三」（キ78）
- キ81計画軽爆撃機
- キ85試作遠距離爆撃機
- キ88計画防空戦闘機
- キ89計画研究機
- キ91計画長距離爆撃機
- キ96試作戦闘機
- 五式戦闘機（キ100）
- キ102襲撃機/戦闘機
- キ108試作戦闘機
- キ119計画戦闘襲撃機
- イ号一型乙無線誘導弾（キ148）
- 第三義勇飛行艇
- 全金属製飛行機研究材料
- 秋水式火薬ロケット
- C-5
- ロッキード式モノレール
  - 小田急500形電車
  - 姫路市交通局100形・200形電車
- ライセンス生産
  - 乙式一型偵察機（サルムソン）

明石工場・西神工場では航空機ジェットエンジン、航空用・舶用ガスタービンを製造している。製品品目は以下。

### 航空機ジェットエンジン等
- 分担生産
  - F100ターボファンエンジン（IHI社）
  - F110ターボファンエンジン（IHI社）
  - F7ターボファンエンジン（IHI社）
  - V2500ターボファンエンジン
  - PW4000ターボファンエンジン
  - PW2000ターボファンエンジン
  - PW6000ターボファンエンジン
  - AW139ターボシャフトエンジン
  - 131-9エンジン
- ライセンス生産
  - T55ターボシャフトエンジン（ハネウェル社）
  - T53ターボシャフトエンジン（ハネウェル社）
  - RTM322ターボシャフトエンジン（ロールス・ロイス・チュルボメカ社）
- RRSPプログラム参加
  - Trent1000（RR社）
  - TrentXWB（RR社）
  - PW1100G-JM（P&W社・JAEC）
  - PW1500/1900G（P&W社）

### 艦艇用エンジン
- ライセンス生産
  - オリンパスエンジン（RR社）
  - タインエンジン（RR社）
  - スペイエンジン（RR社）
  - MT30エンジン（RR社）

## 関連会社
- 日本飛行機株式会社
- 川重岐阜エンジニアリング株式会社
- 株式会社ケージーエム
- 川重岐阜サービス株式会社
- 日飛スキル株式会社
- 川重明石エンジニアリング株式会社

## 不祥事
陸上自衛隊の次期多用途ヘリコプターUH-Xの選定において、自衛隊幹部との談合が発覚。当時選定が決定していた、観測ヘリコプターOH-1をベースにしたUH-X開発が白紙撤回され、次期ヘリコプターの調達が大幅に遅れる結果となった。